# Pfaffnau
Pfaffnau is een gemeente en plaats in het Zwitserse kanton Luzern en maakte deel uit van het district Willisau tot op 1 januari 2008 de districten van Luzern werden afgeschaft.
Pfaffnau telt 2.063 inwoners.

## Geboren
- Pirmin Lang (1984), wielrenner en veldrijder